# Romolo Garroni

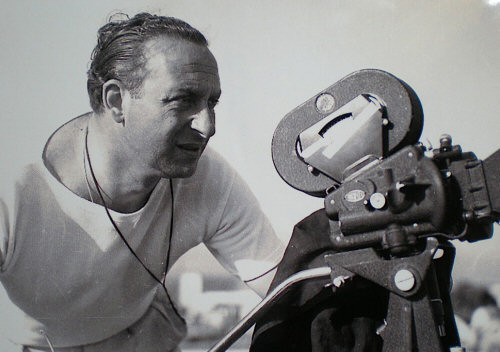
Romolo Garroni

Romolo Garroni (* 23. August 1915 in Rom; † 5. August 2006 ebenda) war ein italienischer Kameramann.

## Leben
Garroni begann in den 1930er Jahren als einfacher Kameramann zu arbeiten, Mitte der 1940er Jahre stieg er zum Chefkameramann auf. Bis in die 1970er Jahre war er an mehr als 30 Produktionen beteiligt. Der Kameramann und Regisseur Guglielmo Garroni war sein jüngerer Bruder.

## Filmografie (Auswahl)
- 1952: Vom Landpfarrer zum Papst (Gli uomini non guardiano il cielo)
- 1953: Ein Kind von der Straße (Soli per le strade)
- 1955: Die Gaunerparade (I tre ladri)
- 1959: Lösegeld Kilometerstein 15 (L'inferno addosso)
- 1962: Julius Cäsar, der Tyrann von Rom (Giulio Cesare il conquistatore delle Gallie)
- 1964: Das letzte Gewehr (Jim il primo)
- 1964: Der Untergang des Leopardenreiches (Gli invincibili fratelli Maciste)
- 1965: Die Rache des Ivanhoe (La rivincita di Ivanhoe)
- 1972: Djangos blutige Spur (La lunga cavalcata della vendetta)